# Rozendaal
Rozendaal (uitspraakⓘ) is een plaats en gemeente in de Nederlandse provincie Gelderland ten noordoosten van de stad Arnhem. De gemeente telt 1.831 inwoners (1 januari 2024, bron: CBS) en heeft een oppervlakte van 27,95 km² (waarvan 0,03 km² water). De gemeente Rozendaal maakte deel uit van de in 2017 opgeheven Stadsregio Arnhem-Nijmegen en neemt deel aan de in 2021 opgerichte Groene Metropoolregio Arnhem-Nijmegen.
Rozendaal is naar aantal inwoners gemeten de kleinste gemeente op het Nederlandse vasteland. Alleen de eilandgemeenten Vlieland en Schiermonnikoog hebben minder inwoners. Rozendaal is eveneens de dunst bevolkte gemeente op het Nederlandse vasteland, sinds Wieringermeer in 2012 in de gemeente Hollands Kroon is opgegaan.
Rozendaal behoort tot de miljonairsgemeenten van Nederland.
Het dorp Rosendaal was op 1 januari 1812 deel gaan uitmaken van de gemeente Velp. Op 1 januari 1818 werd de gemeente Velp opgeheven. Velp kwam bij de nieuwe gemeente Rheden en Rosendaal werd een zelfstandige gemeente. Op 1 januari 1933 is de naam veranderd van Rosendaal in Rozendaal. In 2018 bestond Rozendaal 200 jaar als zelfstandige gemeente.

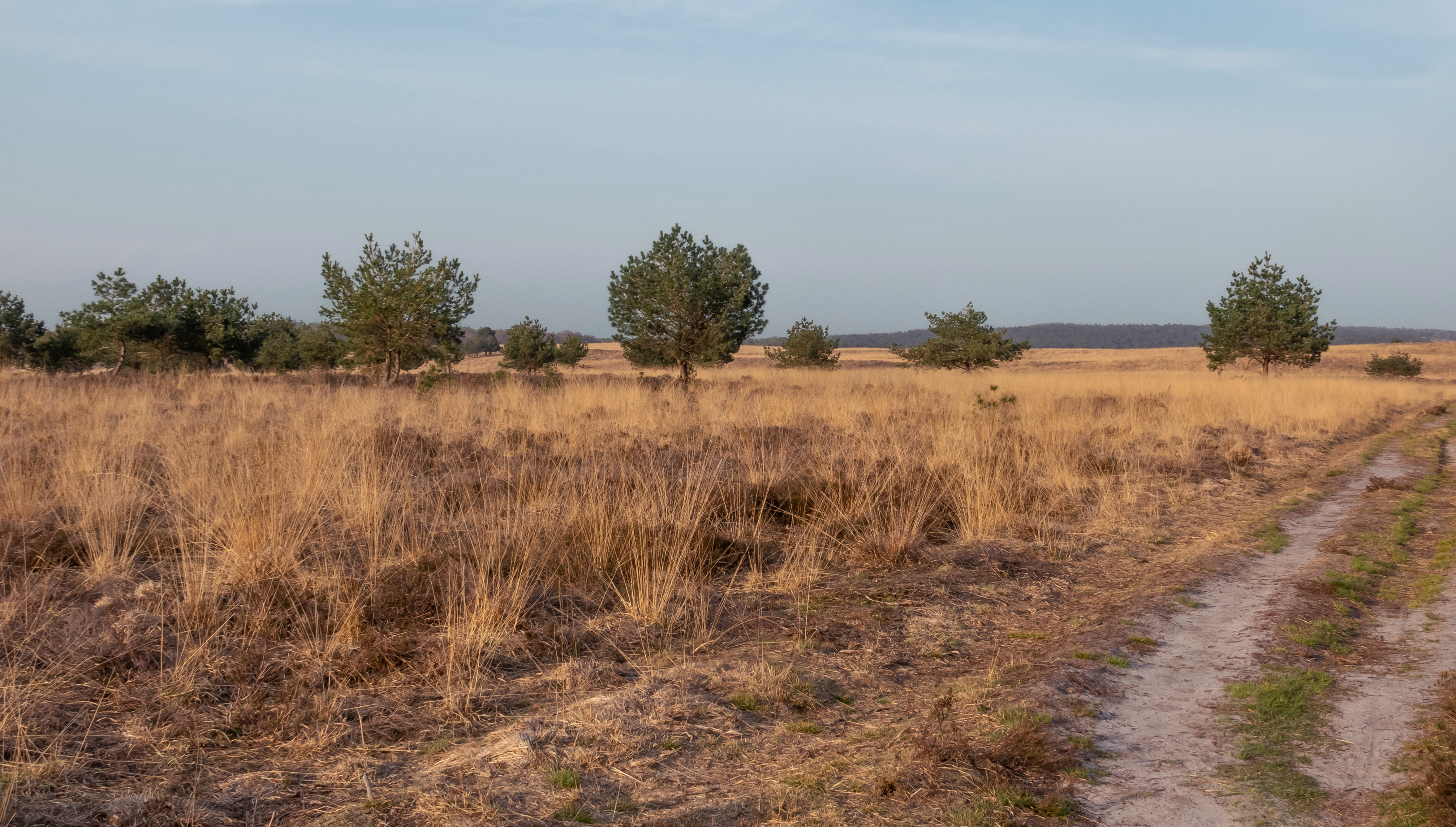
Rozendaals Veld bij de Brandtoren

## Overige kernen
De gemeente Rozendaal heeft naast het dorp Rozendaal nog twee andere kernen, het gehucht Imbosch en het gehucht Terlet. Beide hebben slechts enkele inwoners en vallen voor de postadressen onder Rozendaal.
De Imbosch ligt in het natuurgebied Imbosch, en ligt ongeveer 7 kilometer ten noordoosten van het dorp Rozendaal. Het ligt aan de onverharde Eerbeekseweg.
Terlet ligt aan de rand van de gemeente, aan de A50. Aan de andere kant van deze snelweg, in Arnhem, ligt het Zweefvliegveld Terlet. Het ligt op ongeveer 5,5 kilometer ten noordwesten van het dorp Rozendaal.

## Zetelverdeling gemeenteraad
De gemeenteraad van Rozendaal bestaat uit 9 zetels. Hieronder staat de samenstelling van de gemeenteraad sinds 1998:
| Gemeenteraadszetels           | Gemeenteraadszetels | Gemeenteraadszetels | Gemeenteraadszetels | Gemeenteraadszetels | Gemeenteraadszetels | Gemeenteraadszetels | Gemeenteraadszetels |
| Partij                        | 1998                | 2002                | 2006                | 2010                | 2014                | 2018                | 2022                |
| ----------------------------- | ------------------- | ------------------- | ------------------- | ------------------- | ------------------- | ------------------- | ------------------- |
| Rosendael'74                  | 4                   | 3                   | 3                   | 3                   | 3                   | 3                   | 4                   |
| Progressief Akkoord Rozendaal | 1                   | 2                   | 2                   | 2                   | 2                   | 3                   | 3                   |
| Belangengemeenschap Rozendaal | 4                   | 4                   | 4                   | 4                   | 4                   | 3                   | 2                   |
| Totaal                        | 9                   | 9                   | 9                   | 9                   | 9                   | 9                   | 9                   |

Rozendaal en Schiermonnikoog zijn de enige gemeenten in Nederland waar alleen lokale partijen in de gemeenteraad zitten.

## Aangrenzende gemeenten
| Aangrenzende gemeenten | Aangrenzende gemeenten | Aangrenzende gemeenten | Aangrenzende gemeenten | Aangrenzende gemeenten |
| ---------------------- | ---------------------- | ---------------------- | ---------------------- | ---------------------- |
|                        |                        | Apeldoorn              |                        | Brummen                |
|                        |                        |                        |                        |                        |
|                        | Rheden                 |                        |                        |                        |
|                        |                        |                        |                        |                        |
| Arnhem                 |                        |                        |                        |                        |

## Bezienswaardigheden

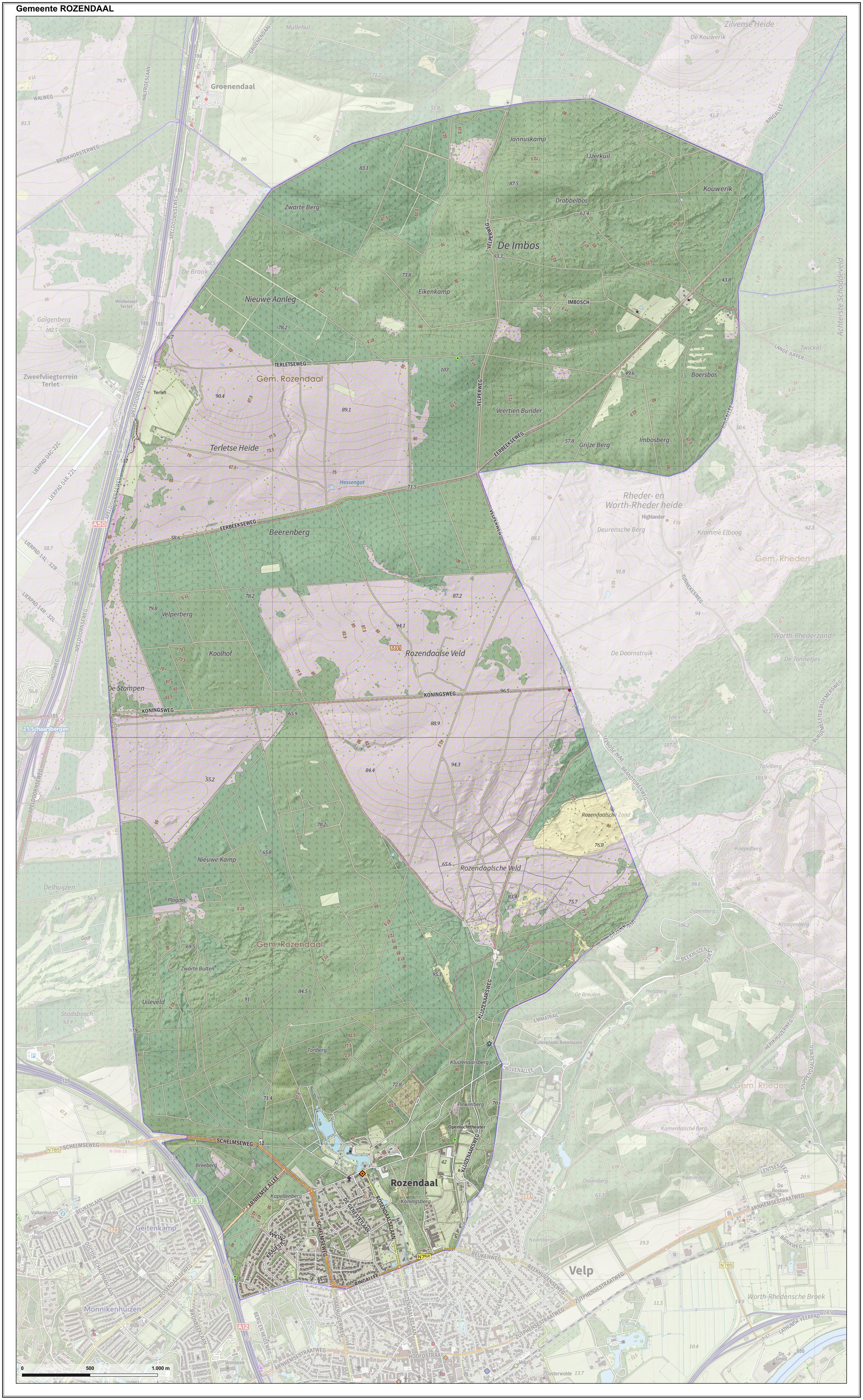
Topografische gemeentekaart van Rozendaal, september 2022

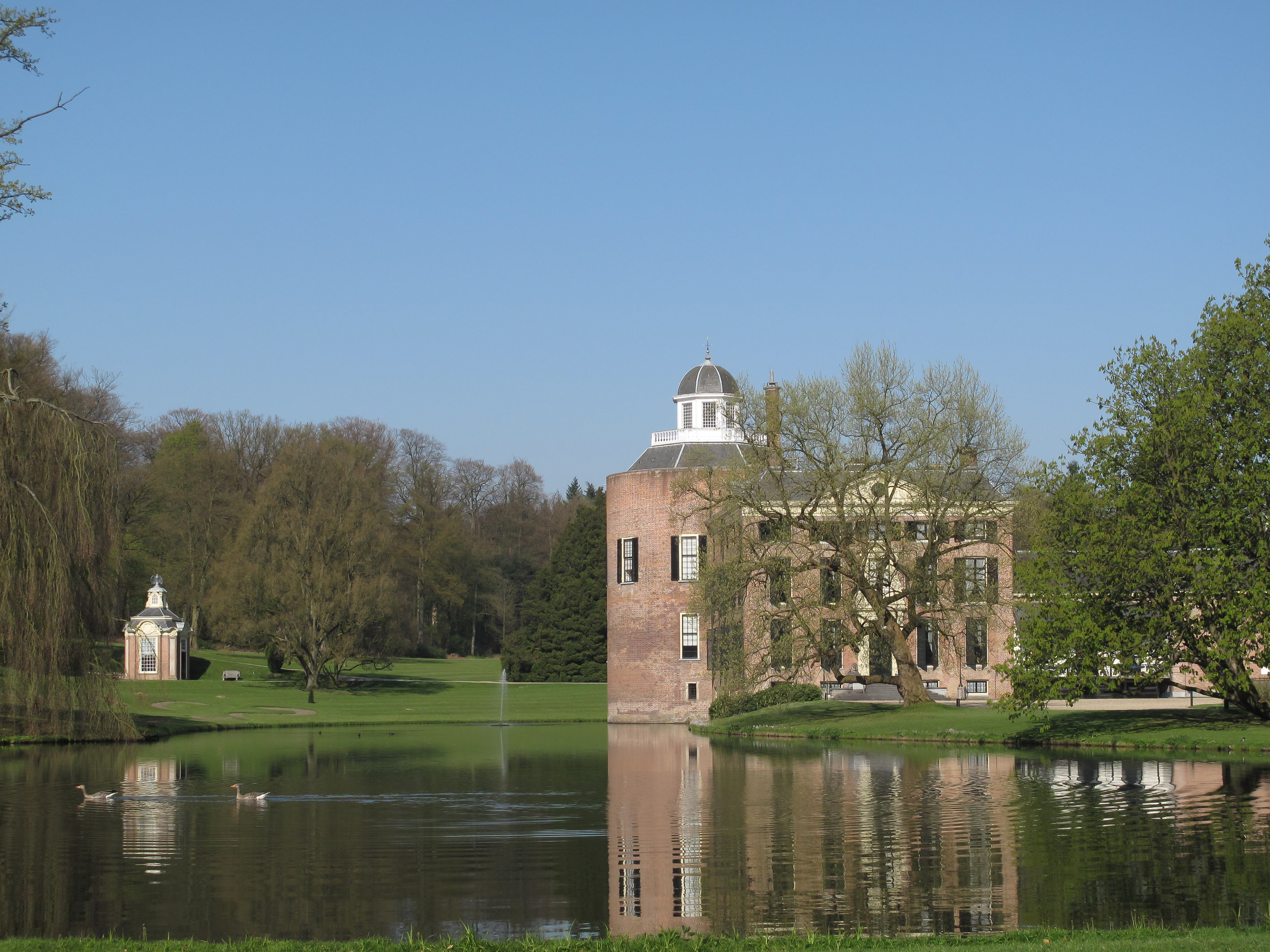
kasteel Rozendaal

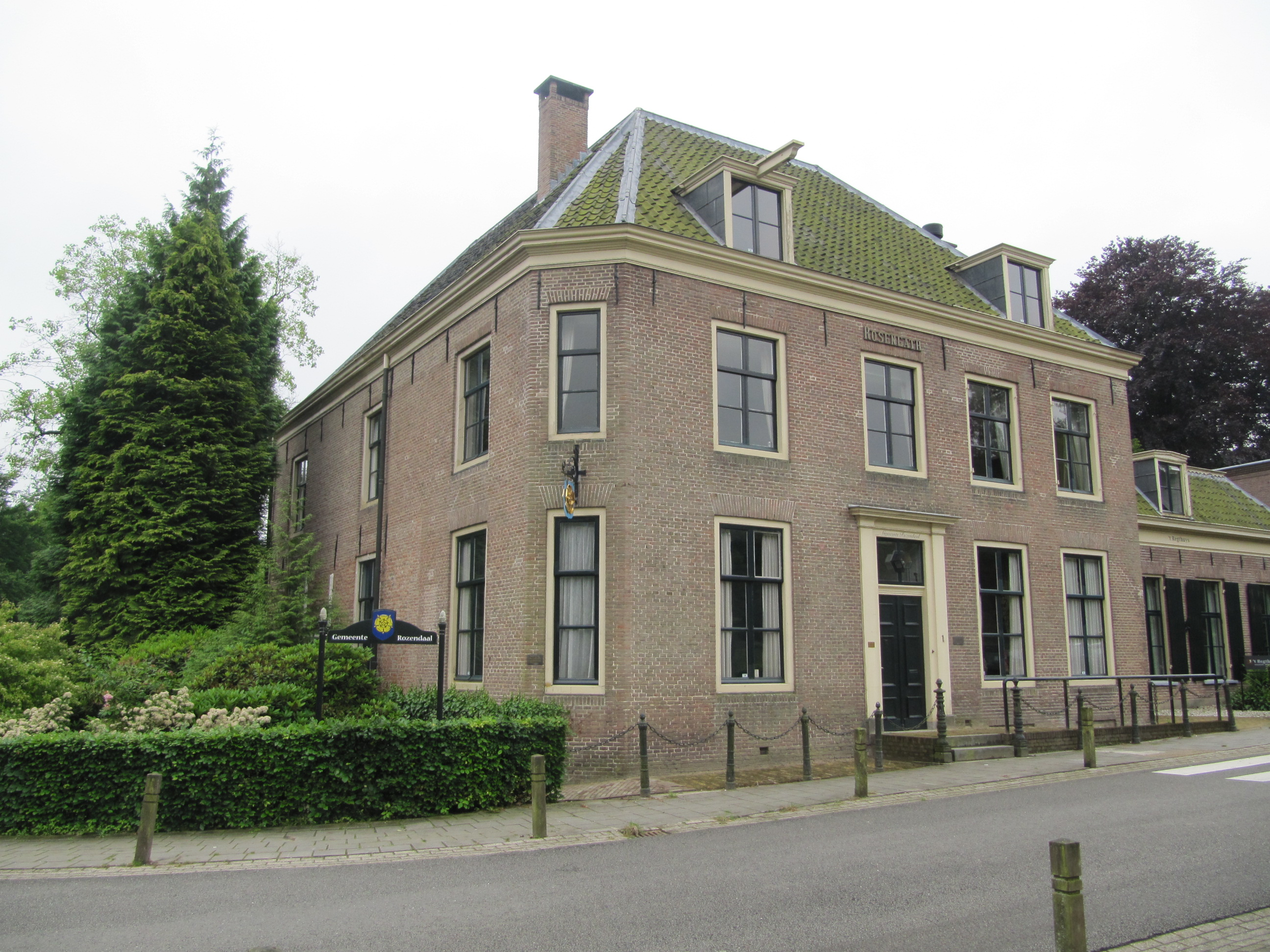
Gemeentehuis

- Kasteel Rosendael met de Bedriegertjes
- Kapellenberg
- Emmapiramide

### Monumenten en beelden
In de gemeente is er een aantal rijksmonumenten, gemeentelijke monumenten en oorlogsmonumenten, zie:
- Lijst van rijksmonumenten in Rozendaal
- Lijst van gemeentelijke monumenten in Rozendaal
- Lijst van oorlogsmonumenten in Rozendaal
- Lijst van beelden in Rozendaal

## Geboren in Rozendaal
- Frederik Jacob Willem van Pallandt van Keppel (1825-1888), politicus
- Philippe Remarque (1966), journalist, hoofdredacteur van de Volkskrant
- Stephan Enter (1973), schrijver

## Bekende oud-inwoners
- Pieter van Maaren (1963), oud-gemeentesecretaris van Rozendaal en sinds 2012 burgemeester van achtereenvolgend Urk en Zaltbommel

Dorp: Rozendaal      Buurtschappen: Imbosch · Terlet (deels)

Gelderland: Steden en dorpen in Gelderland      Nederland: Provincies · Gemeenten
Aalten · Apeldoorn · Arnhem · Barneveld · Berg en Dal · Berkelland · Beuningen · Bronckhorst · Brummen · Buren · Culemborg · Doesburg · Doetinchem · Druten · Duiven · Ede · Elburg · Epe · Ermelo · Harderwijk · Hattem · Heerde · Heumen · Lingewaard · Lochem · Maasdriel · Montferland · Neder-Betuwe · Nijkerk · Nijmegen · Nunspeet · Oldebroek · Oost Gelre · Oude IJsselstreek · Overbetuwe · Putten · Renkum · Rheden · Rozendaal · Scherpenzeel · Tiel · Voorst · Wageningen · West Betuwe · West Maas en Waal · Westervoort · Wijchen · Winterswijk · Zaltbommel · Zevenaar · Zutphen
Steden en dorpen · Voormalige gemeenten · Nederland: Provincies · Gemeenten